# 2000엔 지폐
2000엔 지폐(일본어: 二千円紙幣 にせんえんしへい[*])는 일본의 통화인 일본은행권 가운데 하나이다. 2000엔권이라고도 불리며, 액면 금액이 2000엔인 지폐이다. 1999년 오부치 게이조 내각총리대신이 새로운 천년, 2000년 오키나와에서 개최된 제26차 G8 정상회의를 기념하는 지폐를 발행할 것을 지시했으며 2000년 7월 19일에 발행이 개시되었다.
지금까지 발행된 2000엔 지폐는 2000년에 발행이 시작된 D권 한 종류 뿐이다. 신규 제조는 중단되었으나, 화폐로서의 사용은 2024년 1월 현재까지 계속 유효하다. 일본 전역에서 유통되고 있으며, 특히 오키나와현에서 사용률이 가장 높다.

## 도안
- 전면 : 오키나와 슈레이 문
- 후면 : 겐지모노가타리 에마키, 무라사키 시키부 일기 에마키[2]

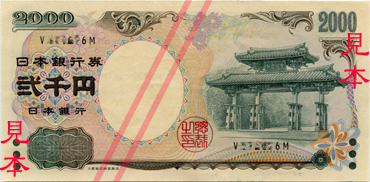
앞면
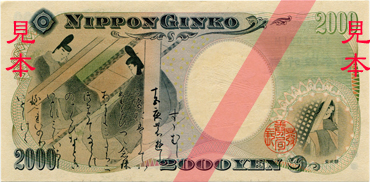
뒷면

## 같이 보기
- 미국 2달러 지폐